# A Bill of Divorcement
A Bill of Divorcement er en britisk stumfilm fra 1922 af Denison Clift.

## Medvirkende
- Constance Binney som Sidney Fairfield
- Fay Compton som Margaret Fairfield
- Malcolm Keen som Hilary Fairfield
- Henry Victor som Grey Meredith
- Henry Vibart som Dr. Aliot
- Martin Walker som Kit Pumphery
- Fewlass Llewellyn som Reverend Christopher Pumphrey
- Dora Gregory som Hester Fairfield
- Sylvia Young som Bassett